# Pandakaland Kínában
A Pandakaland Kínában (eredeti cím: The Amazing Panda Adventure) 1995-ben bemutatott amerikai kalandfilm Christopher Cain rendezésében. A főszerepet Stephen Lang, Yi Ding és Ryan Slater alakítja. A filmet Warner Bros. Pictures gyártotta és forgalmazta. 
A projektet 1995. augusztus 25-én mutatták be.
Egy Kínába látogató amerikai kisfiú segít zoológus apjának megmenteni egy pandakölyköt az  orvvadászoktól, miközben a pandarezervátumot bezárás fenyegeti bürokratikus akadályok miatt.

## Cselekmény
Michael Tyler zoológus repülőjegyet küld fiának, Ryan-nek hogy meglátogathassa őt Kínában, ahol ő pandákkal foglalkozik. Ryan nem nagyon akar elmenni, de az édesanyja azt mondja, hogy ha nem tetszik neki, akkor visszajöhet.
Kínában Michael és két társa, Ling, egy fiatal lány és díjnyertes tolmács, valamint Chu, Ling nagyapja, aki nagy tapasztalattal rendelkezik a pandák terén, felkutatnak egy anyapandát, és rádiós jeladó nyakörvet helyeznek rá. Miután távoznak, a kislány csapdába esik. A rezervátumba visszatérve Michael és a személyzet a rádiójelekből felismeri, hogy a panda veszélyben van. Éppen amikor Michael, Ling és Chu elindulnak meglátogatni a pandát, Ryan megérkezik a rezervátumba. Némi vita után Michael beengedi őt.
A csapdát felállító orvvadászok, Shong és Po véletlenül bokán lövik Michaelt, és a pandakölyökkel együtt elmenekülnek. Michaelt és az anyapandát helikopterrel visszaviszik a rezervátumba, Ling, Chu és Ryan pedig az orvvadászok után kutat. Végül felfedezik a rejtekhelyüket, és kiszabadítják a pandakölyköt. Chu hagyja, hogy Ryan és Ling egyedül folytassák az utat, mert neki vissza kell térnie a rezervátumba.
Az orvvadászok lelövik a hidat, amelyen Ryan és Ling éppen átkelnek, és mindkettőjük a pandakölyökkel együtt a vízbe esik, de sikerül a felszínre jutniuk. Amikor másodszor is lefelé sodorja őket a víz, a páros a felszínre érve észreveszi, hogy piócák borítják testüket, ezért kénytelenek levetkőzni és megmosakodni a tóban. Ryan rájön, hogy az órájában lévő elemekkel tudja működtetni a rádiós nyakörvet, és ezzel lehetővé teszi az apja számára, hogy megtalálja őket.
Megpróbálnak a kölyökkel visszamenni a rezervátumba, de egy helyi faluba érkeznek, ahol vendégül látják őket, amiért megvédik a kölyköt. Azonban Shong és Po is megérkezik. A falusiak segítenek a triónak elmenekülni, de az orvvadászok követik őket. Michael megérkezik és megfékezi az orvvadászokat, majd ő, Ryan, Ling és a kölyök visszamennek a rezervátumba. 
A kínai tisztviselők, akik be akarták zárni a rezervátumot, látják, hogy Ryan visszahozza a kölyköt, és a kölyök újra találkozik az anyjával, ezért úgy döntenek, hogy továbbra is nyitva hagyják a rezervátumot.

## Szereplők
| Szerep                 | Színész          | Magyar hang     |
| ---------------------- | ---------------- | --------------- |
| Dr. Michael Tyler      | Stephen Lang     | Rosta Sándor    |
| Ryan Tyler             | Ryan Slater      | Halasi Dániel   |
| Ling                   | Yi Ding          | Molnár Ilona    |
| Chu nagyapa            | Wang Fei         | N/A             |
| Po                     | Zhou Jian Zhong  | N/A             |
| Szong                  | Yao Er Ga        | N/A             |
| Beth Tyler             | Isabella Hofmann | Koffler Gizella |
| Johnny                 | Brian Wagner     | Vicsek Miklós   |
| Mr. Xu, bizottsági tag | Lan Yu           | N/A             |

## Fogadtatás
A Rotten Tomatoes kritika-gyűjtő weboldalon a film 10 kritika alapján 20%-os minősítést ért el, és 4,3/10-es átlagértékelést kapott.
Yi Dinget a 17. Youth in Film Awards-on a legjobb fiatal női mellékszereplőnek jelölték a filmben nyújtott alakításáért.

## Fordítás
- Ez a szócikk részben vagy egészben  a   The Amazing Panda Adventure című angol Wikipédia-szócikk fordításán alapul.  Az eredeti cikk szerkesztőit annak laptörténete sorolja fel. Ez a jelzés csupán a megfogalmazás eredetét és a szerzői jogokat jelzi, nem szolgál a cikkben szereplő információk forrásmegjelöléseként.